# Johann Carl Loth
Johann Carl Loth, italianizzato come Giovanni Carlo Loth o Carlo Lotti e detto anche il Carlotto (Monaco di Baviera, 1632 – Venezia, 6 ottobre 1698), è stato un pittore tedesco, attivo soprattutto in Italia.

## Biografia
Figlio del pittore Ulrich Loth, (la madre miniaturista) dopo una prima formazione artistica in patria, attorno al 1650 si stabilì a Venezia, dove probabilmente fu allievo di Pietro Liberi: particolare influenza sul suo stile ebbe la maniera di un altro artista attivo in quegli anni nella città lagunare, il genovese Giovan Battista Langetti, formatosi sugli esempi di Bernardo Strozzi e Peter Paul Rubens.
Loth soggiornò anche a Roma, dove conobbe l'opera del Caravaggio e dei carracceschi. Alcuni dei suoi lavori sono ancora presenti nelle chiese veneziane (la pala con il martirio di sant'Eugenio in Santa Maria del Giglio, Transito di San Giuseppe in San Giovanni Grisostomo) e nel Kunsthistorisches Museum di Vienna (Giove e Mercurio ospitati da Filemone e Bauci e la benedizione di Giacobbe).
Suo un Sansone e Dalila alla Pinacoteca Tosio Martinengo di Brescia e nelle parrocchiali di San Felice del Benaco (1685) e il Martirio di San Bartolomeo a Calcinato.
Due teleri (1687-88) nella Cappella del Crocefisso nel Duomo di Trento.
Al Museo civico di Bolzano si trova una sua opera giovanile Ebbrezza di Noè, mentre al Museo Civico di Padova sono collocate San Gerolamo e San Sebastiano.

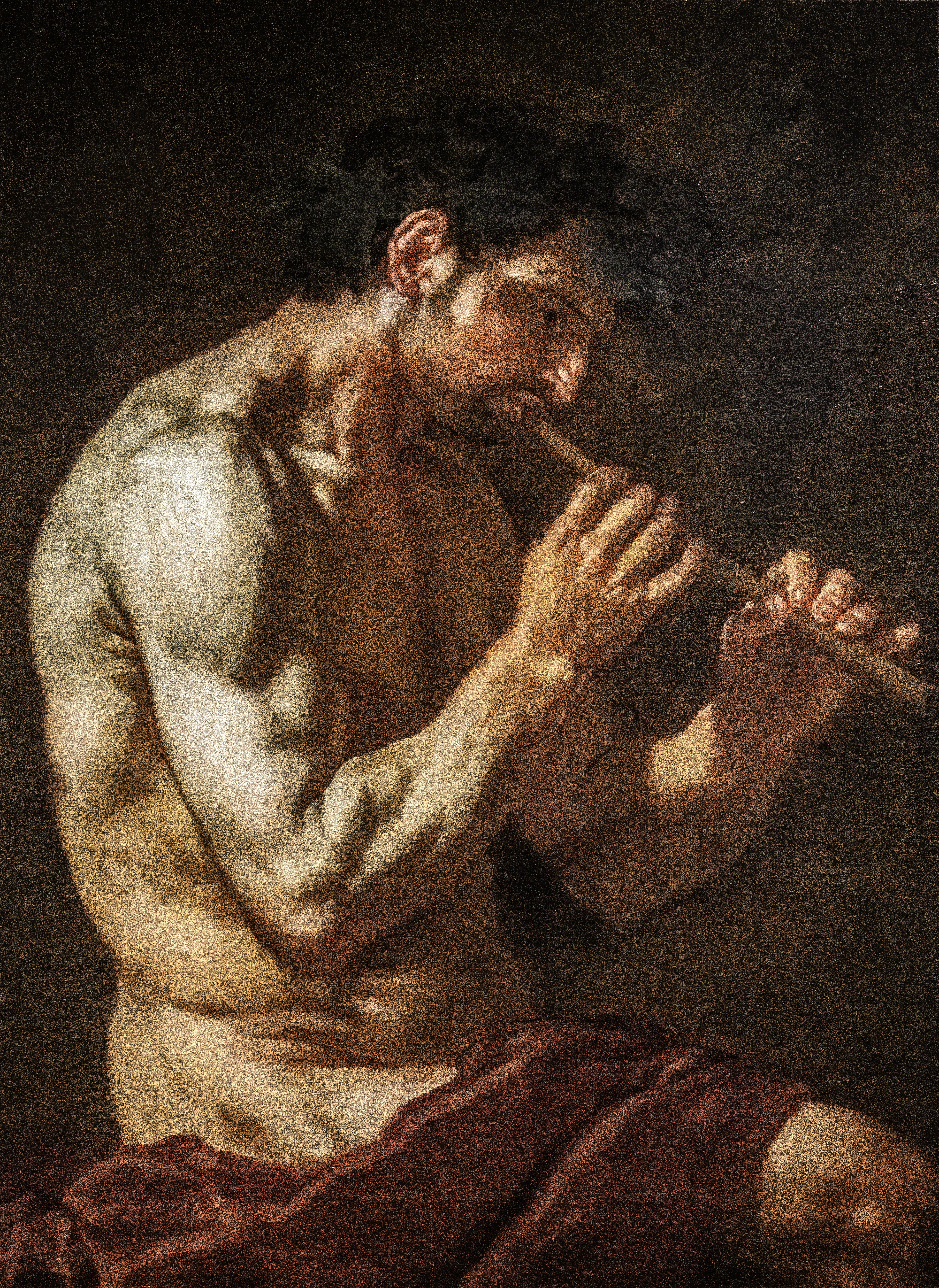
Giovane con piffero Pinacoteca Egidio Martini, Venezia
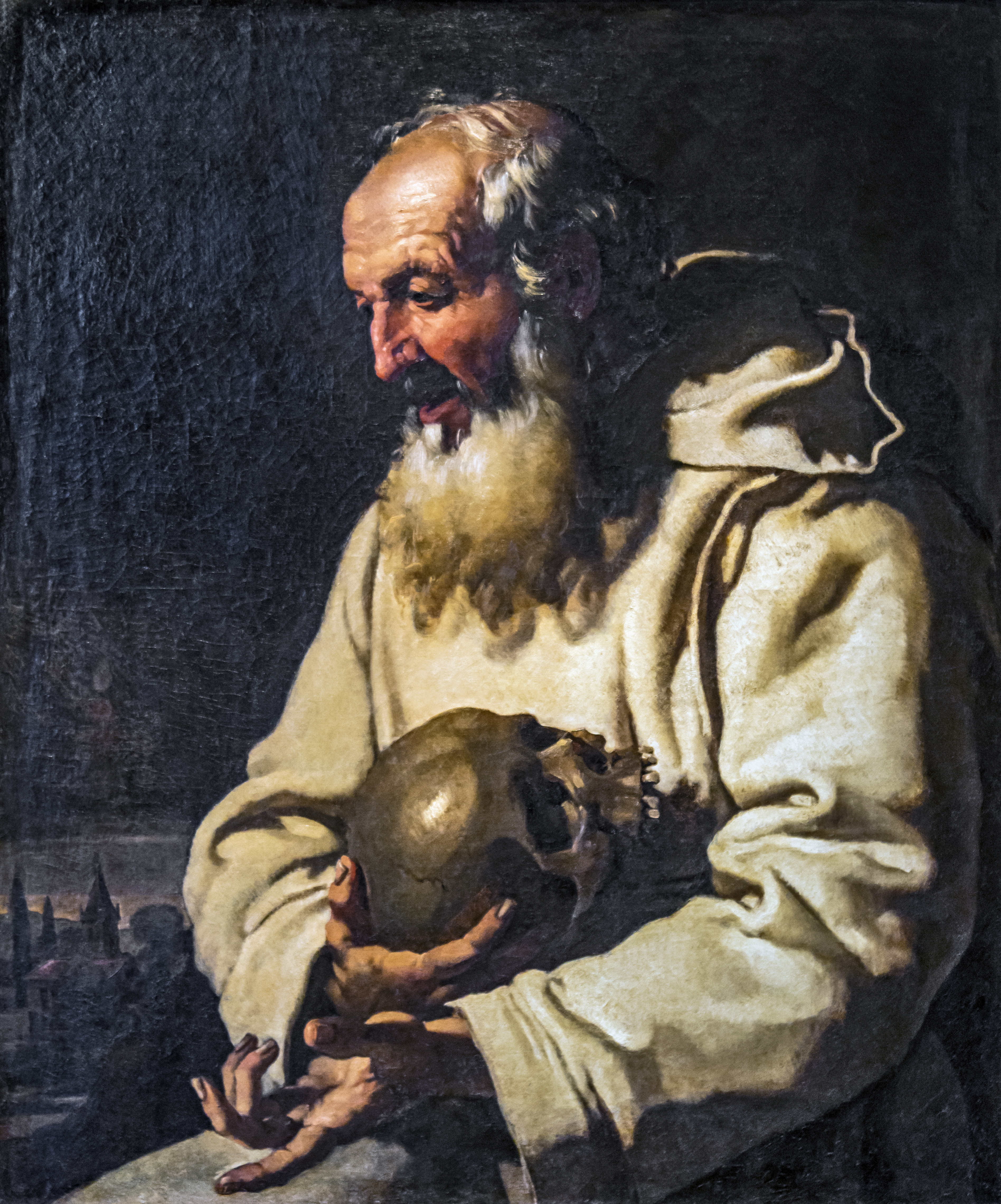
San Romualdo Gallerie dell'Accademia Venezia
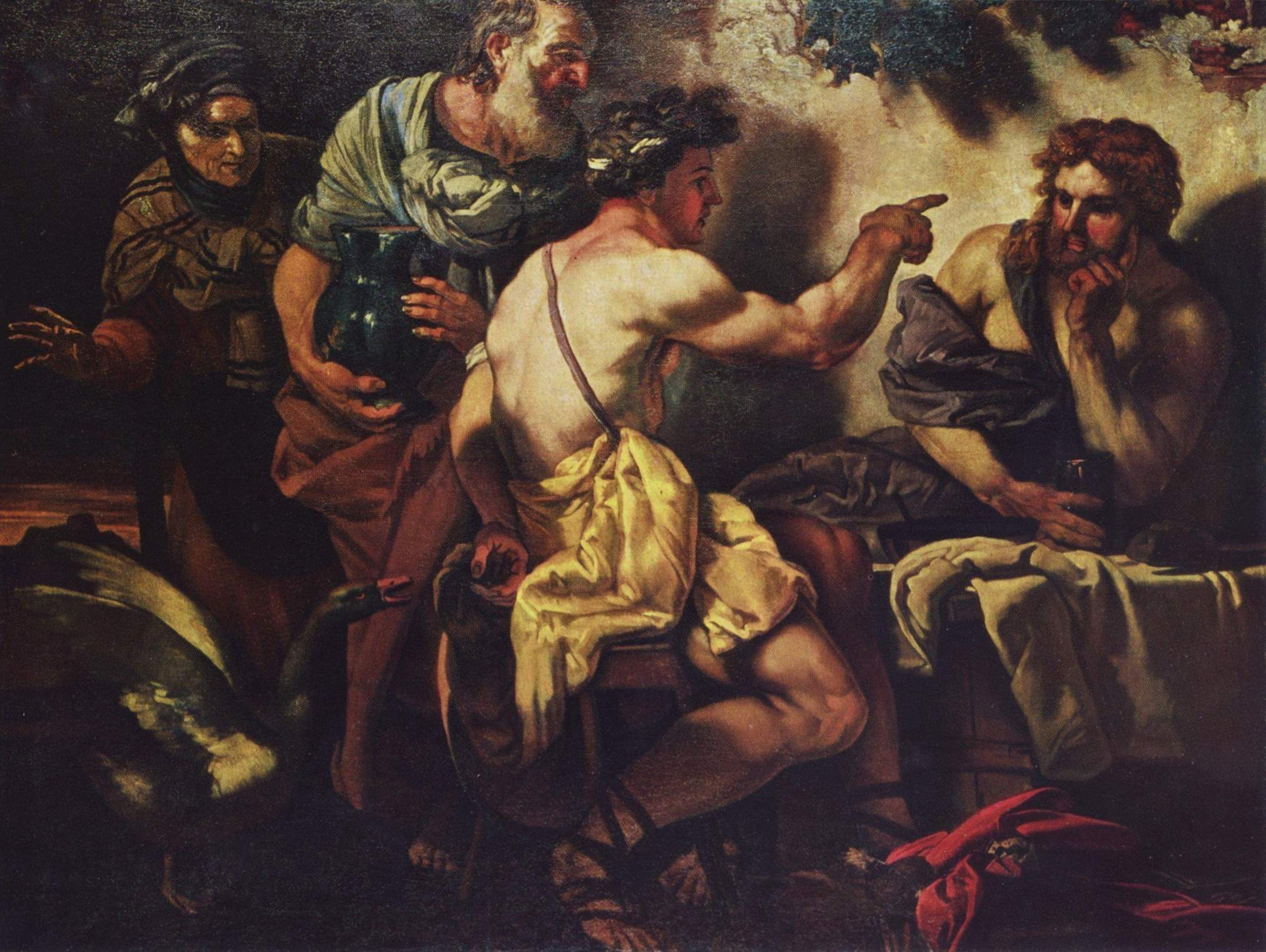
J. C. Loth, Giove e Mercurio ospitati da Filemone e Bauci, ante 1659, Vienna, Kunsthistorisches Museum
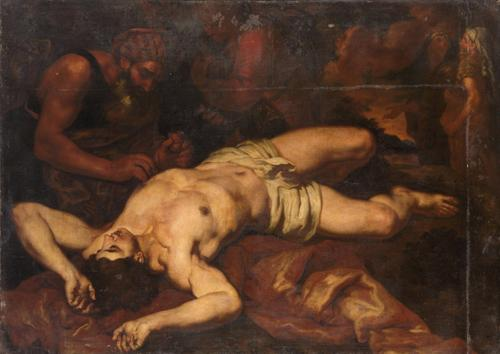
Adamo piange Abele morto, Vienna, Kunsthistorisches Museum
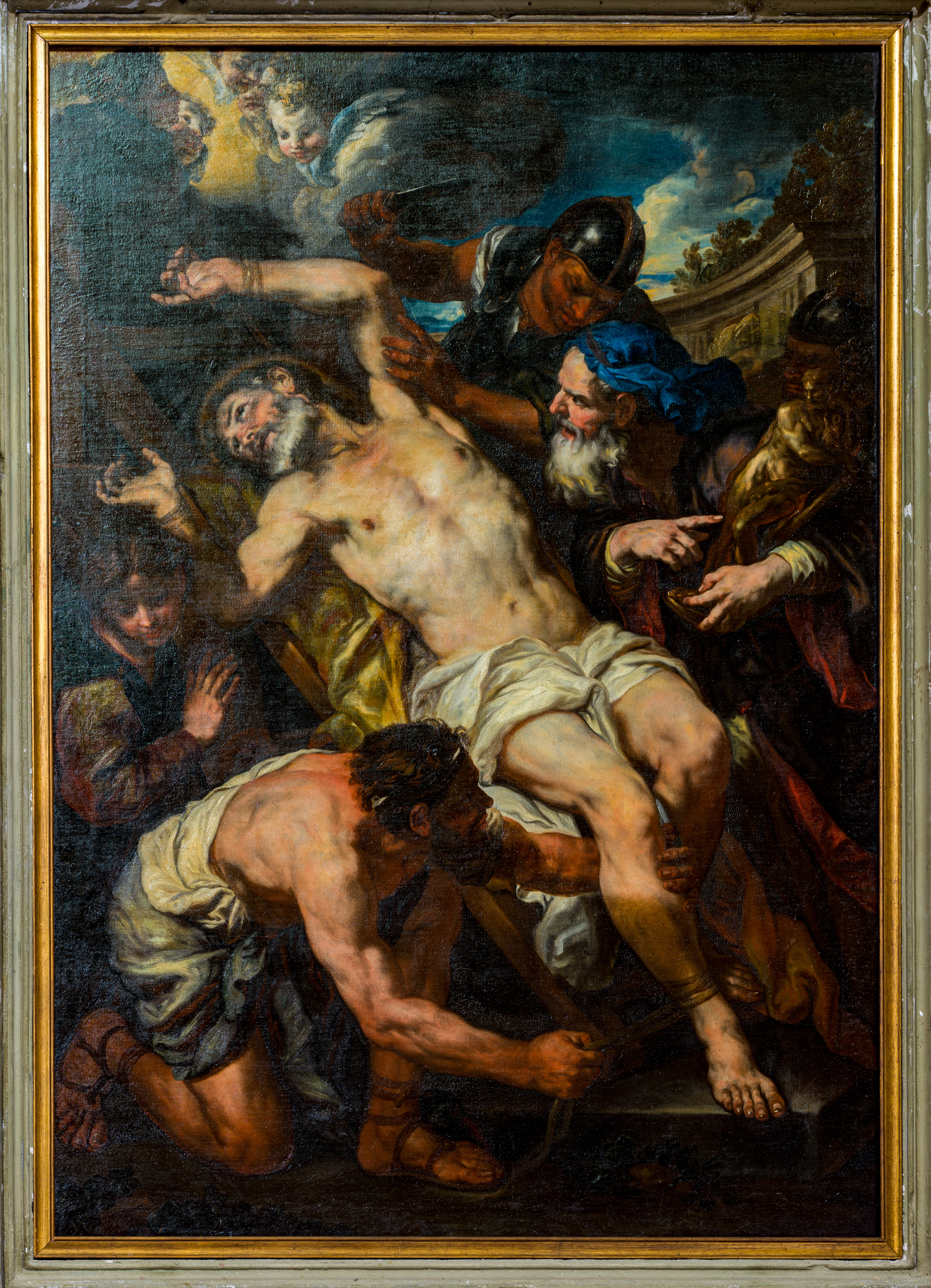
Martirio di San Bartolomeo nella chiesa parrocchiale di San Felice del Benaco.